# Proteste in Oman del 2011
Le proteste in Oman del 2011 si inseriscono nel contesto delle coeve proteste nel mondo arabo.

## Il moto di protesta
Il 17 gennaio in Oman, alcune centinaia di persone iniziano a protestare contro l'elevato costo dei generi alimentari e contro la corruzione, raro caso di espressione del malcontento contro il potere del sultanato da quarant'anni.
Nuove dimostrazioni si verificano il 18 febbraio nella capitale del paese, Mascate, dove i dimostranti chiedono di sapere per quali scopi vengono adoperati i proventi del petrolio del loro paese. Le manifestazioni nel paese, governato dal sultano Qabus dell'Oman, si sono contraddistinte, nella primissima fase, per essere pacifiche e per l'assenza di scontri con la polizia.
Il 27 febbraio si verificano scontri a Sohar, tra i dimostranti e la polizia che apre il fuoco contro i manifestanti, sparando proiettili di gomma. Gli incidenti giungono al secondo giorno di proteste nella città. Analoghe manifestazioni sono in corso nello stesso periodo a Salalah, nel sud del paese, dove i manifestanti presidiano da più giorni la piazza. Il 28 febbraio centinaia di manifestanti continuano a bloccare due importanti nodi stradali nella zona della capitale.
Sempre a Sohar, a circa 200 km dalla capitale Mascate, dove almeno duemila persone scendono in piazza per la seconda volta in pochi giorni, la repressione da parte delle forze di sicurezza è violenta. La polizia interviene attraverso cariche, ricorrendo a colpi di bastone e sparando sulla folla pallottole di gomma. I dimostranti, che chiedono riforme, posti di lavoro e aumenti salariali, sempre il 28 febbraio danno fuoco a sedi ministeriali e stazioni di polizia e occupano l'area portuale di Sohar.
Il sultano Qabus incarica degli emissari per negoziare con i dimostranti di Sohar e promette di attribuire più potere al consiglio legislativo. Qabus si impegna anche a creare 50 000 posti di lavoro e a mettere a disposizione un sussidio di 386 dollari mensili ai disoccupati in cerca di lavoro.
All'inizio di marzo i manifestanti intenti a protestare nella capitale vengono dispersi a colpi di arma da fuoco dalla polizia, mentre a Globe, cuore delle proteste di Sohar, mezzi corazzati controllano la piazza. Il recente provvedimento di Qabus tuttavia non ferma i dimostranti, che continuano a tenere sit-in a Muscate e Sohar, mentre lavoratori del sito petrolifero di Haima protestano il 5 marzo per chiedere maggiori investimenti del governo nell'area.
Il sultano Qaboos, dopo due settimane di proteste, il 7 marzo attua il terzo rimpasto di gabinetto in 10 giorni rimuovendo 12 ministri, compreso l'addetto all'economia Ahmad Mekk, riscuotendo la soddisfazione dai manifestanti che però chiedono risultati più concreti.